# Sindaci di Mugnano di Napoli
Di seguito, la lista dei sindaci del comune di Mugnano di Napoli che si sono susseguiti a partire dal 1806, anno dall'abolizione dei feudi nel Regno di Napoli a opera di Giuseppe Bonaparte che decretò la nascita delle amministrazioni comunali.

## Regno napoleonico di Napoli (1806-1815)
| Periodo          | Periodo          | Primo cittadino        | Partito | Carica  | Note  |
| ---------------- | ---------------- | ---------------------- | ------- | ------- | ----- |
| 1º gennaio 1809  | 31 dicembre 1809 | Biase Turco            |         | Sindaco | [ 1 ] |
| 1º gennaio 1810  | 31 dicembre 1811 | Francesco Amoruso      |         | Sindaco | [ 1 ] |
| 1º gennaio 1812  | 21 giugno 1812   | Francesco Taglialatela |         | Sindaco | [ 1 ] |
| 21 giugno 1812   | 31 dicembre 1812 | Tommaso De Stasio      |         | Sindaco | [ 1 ] |
| 1º gennaio 1813  | 9 dicembre 1813  | Vincenzo Cacciapuoti   |         | Sindaco | [ 1 ] |
| 10 dicembre 1813 | 31 dicembre 1814 | Giovanni Palumbo       |         | Sindaco | [ 1 ] |
| 1º gennaio 1815  | 20 maggio 1815   | Giuseppe Maisto        |         | Sindaco | [ 1 ] |

## Regno delle Due Sicilie (1806-1861)
| Periodo          | Periodo          | Primo cittadino        | Partito | Carica  | Note  |
| ---------------- | ---------------- | ---------------------- | ------- | ------- | ----- |
| 20 maggio 1815   | 31 dicembre 1817 | Giuseppe Maisto        |         | Sindaco | [ 1 ] |
| 1º gennaio 1818  | 5 luglio 1821    | Francesco Taglialatela |         | Sindaco | [ 1 ] |
| 6 luglio 1821    | 10 marzo 1824    | Francesco Amoruso      |         | Sindaco | [ 1 ] |
| 11 marzo 1824    | 31 dicembre 1826 | Biase Turco            |         | Sindaco | [ 1 ] |
| 1º gennaio 1827  | 28 luglio 1833   | Guglielmo De Magistris |         | Sindaco | [ 1 ] |
| 1º agosto 1833   | 31 dicembre 1838 | Angelo Cacciapuoti     |         | Sindaco | [ 1 ] |
| 1º gennaio 1839  | 4 settembre 1845 | Guglielmo De Magistris |         | Sindaco | [ 1 ] |
| 5 settembre 1845 | 31 dicembre 1853 | Francesco Chianese     |         | Sindaco | [ 1 ] |
| 1º gennaio 1854  | 31 dicembre 1856 | Donato Taglialatela    |         | Sindaco | [ 1 ] |
| 1º gennaio 1857  | 31 dicembre 1860 | Francesco Chianese     |         | Sindaco | [ 1 ] |
| 1º gennaio 1861  | 17 marzo 1861    | Carlo Chianese         |         | Sindaco | [ 1 ] |

## Regno d'Italia (1861-1946)
| Periodo          | Periodo           | Primo cittadino                          | Partito | Carica  | Note  |
| ---------------- | ----------------- | ---------------------------------------- | ------- | ------- | ----- |
| 18 marzo 1861    | 30 novembre 1878  | Carlo Chianese                           |         | Sindaco | [ 1 ] |
| 1º dicembre 1878 | 10 maggio 1879    | Felice De Magistris                      |         | Sindaco | [ 1 ] |
| 11 maggio 1879   | 30 maggio 1883    | Giovanni Napolano                        |         | Sindaco | [ 1 ] |
| 8 giugno 1883    | 20 febbraio 1885  | Felice De Magistris                      |         | Sindaco | [ 1 ] |
| 21 febbraio 1885 | 25 maggio 1888    | Riccardo Memola Capece Minutolo Fabrizio |         | Sindaco | [ 1 ] |
| 25 maggio 1888   | 31 ottobre 1891   | Pasquale Capasso                         |         | Sindaco | [ 1 ] |
| 1º novembre 1891 | 31 dicembre 1894  | Francesco Cirino                         |         | Sindaco | [ 1 ] |
| 1º gennaio 1895  | 22 settembre 1900 | Pasquale Capasso                         |         | Sindaco | [ 1 ] |
| 1º ottobre 1900  | 8 ottobre 1909    | Riccardo Memola Capece Minutolo Fabrizio |         | Sindaco | [ 1 ] |
| 8 ottobre 1909   | 14 dicembre 1912  | Pasquale Capasso                         |         | Sindaco | [ 1 ] |
| 14 dicembre 1912 | 23 luglio 1914    | Santolo Giannetti                        |         | Sindaco | [ 1 ] |
| 23 luglio 1914   | 23 aprile 1923    | Santolo Giannetti                        |         | Sindaco | [ 1 ] |

### Periodo fascista
| Periodo         | Periodo          | Primo cittadino              | Partito | Carica                  | Note  |
| --------------- | ---------------- | ---------------------------- | ------- | ----------------------- | ----- |
| 23 aprile 1923  | 14 ottobre 1923  | Giovanni Palumbo             | -       | Commissario prefettizio | [ 1 ] |
| 5 marzo 1924    | 5 febbraio 1927  | Francesco Saverio Vallefuoco |         | Sindaco                 | [ 1 ] |
| 5 febbraio 1927 | 7 giugno 1928    | Giuseppe Biondi              |         | Sindaco                 | [ 1 ] |
| 7 giugno 1928   | 27 ottobre 1928  | Alarico Cacace               | -       | Commissario prefettizio | [ 1 ] |
| 27 ottobre 1928 | 27 luglio 1934   | Francesco Raimondi           | PNF     | Podestà                 | [ 1 ] |
| 28 luglio 1934  | 8 agosto 1935    | Luigi De Magistris           | PNF     | Podestà                 | [ 1 ] |
| 9 agosto 1935   | 14 febbraio 1936 | Gennaro Sannini              | -       | Commissario prefettizio | [ 1 ] |
| 7 marzo 1936    | 15 marzo 1943    | Giuseppe Biondi              | PNF     | Podestà                 | [ 1 ] |
| 16 marzo 1943   | 15 luglio 1943   | Salvatore Chianese           | -       | Commissario prefettizio | [ 1 ] |
| 16 luglio 1943  | 31 dicembre 1943 | Uberto Degli Uberti          | -       | Commissario prefettizio | [ 1 ] |

### Periodo costituzionale transitorio
| Periodo         | Periodo       | Primo cittadino              | Partito | Carica  | Note  |
| --------------- | ------------- | ---------------------------- | ------- | ------- | ----- |
| 1º gennaio 1944 | 16 marzo 1944 | Francesco Saverio Vallefuoco |         | Sindaco | [ 1 ] |
| 17 marzo 1944   | 16 marzo 1945 | Giovanni Caianiello          |         | Sindaco | [ 1 ] |

## Repubblica Italiana
| Periodo           | Periodo           | Primo cittadino       | Partito  | Carica  | Note              |
| ----------------- | ----------------- | --------------------- | -------- | ------- | ----------------- |
| 17 marzo 1945     | 6 giugno 1956     | Biagio Vallefuoco     |          | Sindaco | [ 1 ]             |
| 7 giugno 1956     | 22 novembre 1960  | Federico Capasso      |          | Sindaco | [ 1 ]             |
| 22 novembre 1960  | 14 gennaio 1965   | Nicola Vallefuoco     |          | Sindaco | [ 1 ]             |
| 15 gennaio 1965   | 9 luglio 1969     | Domenico Maione       |          | Sindaco | [ 1 ]             |
| 10 luglio 1969    | 1º agosto 1970    | Bernardino Vallefuoco |          | Sindaco | [ 1 ]             |
| 2 agosto 1970     | 16 settembre 1975 | Gennaro Bove          |          | Sindaco | [ 1 ]             |
| 17 settembre 1975 | 7 dicembre 1977   | Michele Di Stasio     |          | Sindaco | [ 1 ]             |
| 8 dicembre 1977   | 24 maggio 1979    | Giuseppe Vallefuoco   | PSI      | Sindaco | [ 2 ] [ 3 ]       |
| 24 maggio 1979    | 17 ottobre 1980   | Vincenzo Vallefuoco   | DC       | Sindaco | [ 3 ]             |
| 31 ottobre 1980   | 17 ottobre 1985   | Tommaso Grasso        | PSDI PSI | Sindaco | [ 4 ] [ 5 ] [ 3 ] |
| 18 ottobre 1985   | 31 luglio 1986    | Gaetano Tammaro       | DC       | Sindaco | [ 3 ]             |
| 1º agosto 1986    | 24 ottobre 1987   | Antonio Montieri      | DC       | Sindaco | [ 3 ]             |
| 25 ottobre 1987   | 6 novembre 1988   | Giuseppe Capasso      | PSDI     | Sindaco | [ 3 ]             |
| 7 novembre 1988   | 27 luglio 1990    | Renato Cipolletta     | DC       | Sindaco | [ 3 ]             |
| 28 luglio 1990    | 21 gennaio 1991   | Francesco Maisto      | PSDI     | Sindaco | [ 3 ]             |
| 18 febbraio 1991  | 12 luglio 1991    | Antonio Montieri      | DC       | Sindaco | [ 3 ]             |
| 4 settembre 1991  | 11 ottobre 1993   | Pasquale Bove         | DC       | Sindaco | [ 3 ]             |
| 18 novembre 1993  | 1º aprile 1994    | Francesco Giordano    | PdS      | Sindaco | [ 3 ]             |
| 23 maggio 1994    | 24 aprile 1995    | Francesco Chianese    | DC       | Sindaco | [ 3 ]             |

### Elezione diretta del sindaco (dal 1993)
| Periodo          | Periodo          | Primo cittadino     | Partito | Carica                   | Note                        |
| ---------------- | ---------------- | ------------------- | ------- | ------------------------ | --------------------------- |
| 24 aprile 1995   | 9 settembre 1996 | Maurizio Maturo     | PDS     | Sindaco                  | [ 3 ]                       |
| 9 settembre 1996 | 12 maggio 1997   | Vincenzo De Vivo    | -       | Commissario prefettizio  | [ 3 ]                       |
| 12 maggio 1997   | 10 gennaio 2000  | Maurizio Maturo     | PDS     | Sindaco                  | [ 3 ]                       |
| 10 gennaio 2000  | 1º maggio 2000   | Eugenia Valente     | -       | Commissario prefettizio  | [ 3 ]                       |
| 1º maggio 2000   | 17 agosto 2000   | Francesco Chianese  | DS      | Sindaco                  | Deceduto in carica          |
| 17 agosto 2000   | 28 maggio 2001   | Daniele Palumbo     | DL      | Sindaco facente funzioni | [ 3 ]                       |
| 29 maggio 2001   | 9 marzo 2004     | Daniele Palumbo     | DL      | Sindaco                  | [ 3 ]                       |
| 9 marzo 2004     | 5 aprile 2005    | Mariagrazia D'Ascia | -       | Commissario prefettizio  | [ 3 ]                       |
| 5 aprile 2005    | 13 aprile 2010   | Daniele Palumbo     | PD      | Sindaco                  | [ 3 ]                       |
| 13 aprile 2010   | 24 aprile 2014   | Giovanni Porcelli   | PD      | Sindaco                  | [ 3 ]                       |
| 24 aprile 2014   | 15 giugno 2015   | Claudio Vaccaro     | -       | Commissario prefettizio  | [ 3 ]                       |
| 15 giugno 2015   | In carica        | Luigi Sarnataro     | PD      | Sindaco                  | Eletto per due consiliature |